# 东银铁路
东银铁路，为中国山东省境内一条已拆除的铁路线。东起山东东平县银山镇，西至山东东明县霍寨村，全长183.6公里，共设18个车站。1972年11月7日，东银铁路开工；1976年开始运营，1980年全线贯通；1995年，铁路线拆除。东银铁路为石料运输专用线。原东银铁路局职工大部分转入新成立的山东黄河水泥厂。